# Begonia cathcartii
Begonia cathcartii là một loài thực vật có hoa trong họ Thu hải đường. Loài này được Hook.f. & Thomson mô tả khoa học đầu tiên năm 1855.